# 太寿堂鼎
太壽堂 鼎（たいじゅどう かなえ、1926年5月14日 - 1996年8月28日）は、日本の法学者。専門は国際法。京都大学名誉教授。元姫路獨協大学教授。

## 人物
1926年5月14日、京都市に生まれる。1939年から3年間、宗教家の大谷光瑞の門下生として京都、台湾にて修業を積み、1943年10月、専門学校入学者検定試験に合格。同年12月より1945年10月まで、徴用工および現役兵として勤務した。
旧制第三高等学校を経て1953年に京都大学法学部を卒業し、同大学法学部助手として国際法の研究を開始した。最初に取り組んだのは領域法の理論であり、1955年の助手論文「国際法上の先占について――その歴史的研究」においては思想史や経済史を参照しつつ、縦断的に国際先占原則の成立と展開の跡を研究した(領域法の社会学的研究)。次いで1957年の論文「極地と帰属」では、横断的に領域取得に関する実定国際法規を確認し、これを極地帰属の問題に適用した（領域法の解釈学的研究）。
研究方法は、国際法の未開拓分野を周到・緻密に考察し、そこから導いた一般理論を具体的な領土問題に適用し、発展させるという手堅い手法であった。上述の助手論文「国際法上の先占について――その歴史的研究」（1955年）は、1.18世紀までの時期に、イギリス等の主張する「実効的先占の原則」がスペイン、ポルトガル等植民国家の主張する「発見優先の原則」を抑えて、無主地取得の原則として確立したこと、その支配の正当づけは所有権の基礎を労働(耕作)に求めることによってなされたこと、しかし2.19世紀に舞台がアフリカに移ると、先占の要件である占有の重点が「土地の使用・定住」から「地方的権力の確立」へ移り、また支配の正当づけは優越したヨーロッパ文明の観念によって行われるようになったことを明らかにした。
この理論を具体的な領土問題に適用した論文が「極地の帰属」（1957年）、「竹島紛争」（1966年）、「明治初年における日本領土の確定と国際法(一)」（1977年）等である。これらの中で、南極については、極地帰属の原則としては「実効的先占の原則」以外になく、その結果南極の大部分はなお所属未定であるとし、将来の紛争回避のため国際管理下に置く必要性を説いた。竹島については、朝鮮が15世紀初めから450年にわたり鬱陵島を空棄の地とする政策をとっており、竹島に関する知見に疑いがあること、これに対し日本では鎖国後も竹島への渡航は禁止されていなかったことを指摘し、次いで国際法的評価として、日韓両国が古くからの事実に基づいて領有を争っているケースについては、国際司法裁判所の判例から見て、1905年以後の竹島に対する日本の実効的支配の継続に意義が認められるという議論を展開した。
1959年2月、ミシガン大学に留学し、ビショップからアメリカ流の実証的研究方法を学んだ。この際、当時の日本ではほとんど研究されていなかった主権免除の問題の重要性に気づき、1960年10月に帰国してこれに関する論文を執筆。続いて国家責任、国際裁判、条約法など国際法の他の分野にも手を広げ、広い分野で業績を挙げた。その後もたびたび外国を訪れ、1963年9月にはイギリスの政治制度の視察のために出張（同年10月帰国）。1967年5月には政府のオブザーバーとして国連国際法委員会に出席するため、スイス、イタリア、オーストリア、オランダに出張した（同年6月帰国）。その後、1974年10月にハーバード大学に赴いて研究（1975年8月帰国）、1976年8月に国際法協会 (International Law Association) 第57回大会出席のためスペインに出張（同年9月帰国）、1978年8月に同58回大会出席のためフィリピンに出張。1980年3月に国際法研究調査のためアメリカ、イギリス、オランダ、スウェーデン、西ドイツ、フランスに出張（同年4月帰国）、同年8月に国際法協会第59回大会出席のためユーゴスラビアに出張（同年9月帰国）するなど、国際的な場で活躍した。
1983年、京都大学法学部長を務めるさなか病に倒れるも、2年後には学会に復帰。1990年3月に京都大学を定年退官後、姫路獨協大学法学部教授で教鞭を執るが、胸部疾患が再発し入退院を繰り返した。1994年6月24日付けで竹本正幸に手紙を送り、領土に関する本の出版を構想していること、はしがきと目次を書いたことを「はしがき」と共に伝えた。しかし1996年8月18日に死去し、生前に本として出版される機会がなかった。その後、高林秀雄に「太壽堂君は、あれほど立派な論文を書きながら、本として出版していないのは、本当に勿体ない。あとは、君に頼むよ」と言われた竹本が、姫路獨協大学の戸田五郎らの協力を得て『領土帰属の国際法』を出版した。

## 人間関係
恩師は田畑茂二郎、田岡良一。また、香西茂は同じ年に京都大学に残った同僚であり、友人。
川又良也とは義理の兄弟にあたる

## 学歴
- 1946年4月 - 第三高等学校文科甲類入学
- 1950年3月 - 第三高等学校卒業
- 1950年4月 - 京都大学法学部入学
- 1953年3月 - 京都大学卒業

## 職歴
- 1953年4月 - 京都大学助手
- 1955年6月 - 京都大学助教授
- 1966年2月 - 京都大学教授
- 1990年4月 - 京都大学名誉教授、姫路獨協大学教授

## 役職
- 国際法学会理事 - 1973年10月から1988年10月まで
- 世界法学会理事 - 1976年5月から1978年5月まで
- 国際法学会研究連絡主任 - 1976年10月から1979年10月まで
- 司法試験第二次試験考査委員 - 1977年1月から1982年12月まで
- 京都大学評議員 - 1978年3月から1980年3月まで
- 世界法学会監事 - 1980年5月から1982年5月まで
- 大学入試センター客員教授 - 1978年8月から1979年3月まで
- 国際法協会国家免除委員会委員 - 1980年2月から1982年9月まで
- 日本国際法協会理事 - 1980年5月から
- 京都大学法学部長および京都大学評議員 - 1982年10月から1983年3月まで
- 国際法学会理事長 - 1985年10月から1988年10月まで
- 外務公務員採用Ⅰ種試験委員 - 1987年3月から9月まで
- 国際法学会名誉理事 - 1988年10月から

## 著作

### 単著
- 『領土帰属の国際法』（東信堂、1998年）

### 共著
- 『国際法』（有斐閣、1959年、1982年〔新版〕、1988年〔第三版〕）
- 『国際法Ⅰ』（蒼林社、1980年）

### 編著
- 『変動期の国際法』（田畑茂二郎先生還暦記念、有信堂高文社、1973年）
- 『セミナー国際法』（東信堂、1992年）

### 共編
- 『基本条約・資料集』(有信堂高文社、1976年、1986年〔第五版〕以後東信堂)
- 『ワークブック国際法』『ケースブック国際法〔増訂版〕』(有信堂高文社、1980年、1987年〔新版〕)
- 『ベーシック条約集』(東信堂、1997年)

## 論文
- 「国際法上の先占について――その歴史的研究」（『法学論叢』61巻2号、1955年）
- 「ケルゼン国際法学に関する若干の考察」（『季刊法律学』20号、1956年）
- 「極地の帰属」（『法学論叢』63巻2号、1957年）
- 「西南アフリカの国際的地位」（『法学論叢』64巻1号、1958年）
- "Japan and the Problem of Sovereignty over the Polar Regions"(The Japanese Annual of International Law, No. 3, 1959)
- 「国際法における国家の裁判権免除」（『法学論叢』68巻5・6号、1961年）
- 「先占に関するわが国の判例」（『法学論叢』70巻1号、1961年）
- 「国家公務員の身分保障と行政裁判所」（『法学論叢』71巻4号、1962年）
- 「国際連合行政裁判所」（田岡良一先生還暦記念『国際連合の研究』2巻、1963年）
- 「外資保護の法形態」(田畑・田岡監修『外国資産国有化と国際法』、1964年）
- 「国内的救済原則の適用の限界」（『法学論叢』76巻1・2号、1964年）
- 「国際法の新展開」（岩波講座『現代法』1巻、1965年）
- 「現代国際法と義務的裁判」（『思想』496号、1965年）
- 「法の支配とA・A諸国」(『ジュリスト』337号、1966年)
- 「宇宙と法律」（『法学セミナー』123号、1966年）
- "The Dispute between Japan and Korea respecting Sovereignty over Takeshima"(The Japanese Annual of International Law, No. 12, 1968)
- 「締結意思の瑕疵に基づく条約の無効原因」（『国際法外交雑誌』67巻4号、1968年）
- 「国際政治と亡命権」（ジュリスト増刊『現代の法理論』、1970年）
- 「国際法と国内法」（片岡・乾・中山編『法学の基礎』、1970年）
- 「国際裁判の凋落とアジア・アフリカ諸国」（『法学論叢』89巻6号、1971年）
- 「旧属領民の退去強制」（田畑茂二郎先生還暦記念『変動期の国際法』、1973年）
- 「主権免除をめぐる最近の動向」（『法学論叢』94巻5・6号、1974年）
- 「国家領域の得喪、外国人財産の収用、国際不法行為、外交的保護」（石本・佐藤編『国際法』、1974年）
- "Some Reflections on Japan's Practice of International Law During A Dozen Eventful Decades"(The Proceedings of the American Society of International Law, 1975)
- 「明治初年における日本領土の確定と国際法」（『法学論叢』100巻5・6号、1977年）
- 「領土問題――北方領土・竹島・尖閣諸島の帰属」（『ジュリスト』647号、1977年）
- 「領域」（内田・山本編『国際法を学ぶ』、1977年）
- "Japan's Early Practice of International Law in Fixing Its Territorial Limits"(The Japanese Annual of International Law, No. 22, 1978)
- 「国際犯罪の概念と国際法の立場」（『ジュリスト』720号、1980年）
- 「民事裁判権の免除」（『新・実務民事訴訟講座』7巻、1982年）
- 「国家の裁判権免除」（『法学教室』28号、1983年）
- 「北方領土」(『法学教室』128号、1991年）
- 「領土・海洋・宇宙」（『ジュリスト』1000号（特集「新世紀の日本法」）、1992年）